# Darkest Hour
Darkest Hour (с англ. — «Самый тёмный час») — американская металкор-группа из Вашингтона, образовавшаяся в 1995 году. Их альбом 2007 года Deliver Us дебютировал под номером 110 в чарте Billboard с тиражом продаж 6 600 копий.

## История

### Формирование (1994—1999)
Группа Darkest Hour была образована в сентябре 1995 года и первоначально в ней играли вокалист Джон Генри, гитарист Майк Шлейбаум, басист Раул Майорга и барабанщик Мэтт Мабен.
Группа выпустила свой первый EP под названием The Misanthrope в 1996 году на местном лейбле Death Truck Records. В 1996 году сингл под названием «Paths of Despair» попадает в сборник The Harder They Come (East Coast Empire Records).В 1999 году группа выпускает ещё один EP под названием The Prophecy Fulfilled на другом лейбле под названием Art Monk Construction.

### The Mark of the Judas и So Sedated, So Secure (2000—2002)
С приходом соло-гитариста Фред Зиомека, басиста Биллупса Аллена и барабанщика Райана Пэрриша группа выпускает свой первый альбом The Mark of the Judas в 2000 году на несуществующем нынче лейбле M.I.A. Records.
The Mark of the Judas не был широко распространён, и из-за этого группа отказывается от лейбла M.I.A. Records вскоре после выхода альбома.
Несмотря на то, что Darkest Hour остались без лейбла, группа сумела привлечь внимание Victory Records. И дебютный альбом So Sedated, So Secure, записанный на Victory Records, был выпущен 7 августа 2001 года. После выпуска альбома, Аллен был заменен Полом Бернеттом. Также из группы ушёл Фред Зиомек.So Sedated, So Secure был переиздан Victory Records 7 марта 2006 года. Переиздание содержало новые треки, а также перезаписанный вокал.
Группа продолжала гастролировать с давним другом Шлейбаума — Майком Гаррити, который стал соло-гитаристом у Darkest Hour в 2001 году. Но в конце концов соло-гитаристом стал Крис Норрис, давний друг Пэрриша, и только после этого группа приступила к новому альбому.
Когда Гаррити был участником, группу арестовали и заключили в тюрьму в Роланде, (Оклахома) за хранение марихуаны, а также «незаконно ввезенное» пиво. Они были оштрафованы на 6000 долларов. Шлейбаум смог заплатить за себя, Бернетта и Гаррити. Пэрриш и Генри должны были остаться на пару часов, в то время как остальная часть группы должна была собрать деньги, чтобы выручить их.

### Hidden Hands of a Sadist Nation и Undoing Ruin (2003—2006)
Их третий релиз Hidden Hands of a Sadist Nation был выпущен 20 мая 2003 года. Подготовленный хорошо известным шведским продюсером Фредриком Нордстремом,альбом дал сигнал на переход от предыдущих работ в стиле металкор к более мелодичному дэт-металу.В результате альбом получил большое внимание со стороны слушателей и группе было предложено принять участие в Ozzfest 2004.Примечательно, что песни в альбоме имели политическую лирику, несколько песен критиковали американский милитаризм после 11 сентября. Альбом был переиздан Victory Records 13 июля 2004 года, с бонус-треком и с DVD, содержащим бонусный материал.
Darkest Hour выпустили свой четвертый полноценный альбом 28 июня 2005 года. Продюсером альбома был Devin Townsend (Strapping Young Lad) в Greenhouse Studios в Ванкувере. Этот альбом стал первым для группы, который вошёл Billboard 200 на 138 место с первой недели продаж 8484 копии.

### Deliver Us (2007—2008)
В начале 2007 года группа была в Ванкувере, где работала над своим следующим альбомом с Девином Таунсендом. 7 марта 2007 года Victory Records сделали заявление для прессы, подтверждающее название альбома Deliver Us.Альбом был выпущен 10 июля 2007 года.
В апреле 2008 года Darkest Hour создали песню для Washington Capitals и разместили её на MySpace, в поддержку Capitals в раунде плей-офф Кубка Стэнли 2008.В итоге песня «1,000 Words to Say but One» была перезаписана с новым текстом. Также было перезаписано соло в песне «Let’s Go Caps!»
В сентябре 2008 года на сайте Blabbermouth.net было сообщено о том, что Крис Норрис покидает группу и будет стремиться к производству маршрутов и, возможно, создаст новую группу. Вскоре после отъезда Криса Норриса, Darkest Hour нашли замену — Майк «Lonestar» Кэрриган. Вместе с ним группа возвращается в студию для записи альбома с продюсером Брайаном МакТернаном из Baltimore’s Salad Days Studio.

### The Eternal Return (2009-2010)
В марте 2009 года Darkest Hour приступили к записи нового альбома,The Eternal Return,как раз перед возвращением из Thrash and Burn European Tour (вместе с Bleeding Through) в апреле и мае 2009 года. Альбом The Eternal Return был выпущен 23 июня 2009, за две недели позже, чем первоначально было запланировано. После этого Darkest Hour продолжили выступать в 2009 Summer Slaughter Tour. Они также поддержали Trivium в первом этапе North American Into the Mouth of Hell We Tour.В настоящее время они записывают новый альбом.
В феврале 2010, Darkest Hour объявили новый тур с Dillinger Escape Plan, Iwrestledabearonce и Animals as Leaders.
Песня Darkest Hour «Demons» присутствует в игре Guitar Hero 5.

### Подписание контракта с E1 и The Human Romance (2010-2012)
В апреле 2010 года Darkest Hour объявили о подписании с E1 Music после того, как записывали альбомы на Victory Records на протяжении десятилетия. Группа планирует выпустить новый альбом с E1 в начале 2011 года в Ванкувере.
В интервью Metal Injection Шлейбаум и Пэрриш рассказали, что новый альбом будет называться The Human Romance, и он был официально выпущен 22 февраля 2011 года.
13 января 2011 года на Noisecreep была выпущена новая песня под названием "Savor the Kill".
22 декабря 2011 года Darkest Hour объявили, что расстались с давним барабанщиком Райаном Пэрришем. Его заменил Тимоти Ява из Dead To Fall.
6 июня 2012 года Darkest Hour объявили, что басист Пол Бернетт покидает группу и присоединяется к Iron Reagan. Аарон Дил, который гастролировал с Darkest Hour по Азии, Австралии, Европе и Северной Америке, чуть позже был объявлен новым басистом.

### Подписание контракта сSumerian Recordsи одноименный альбом (2013-2015)
5 февраля 2013 года группа написала в Facebook, что в настоящее время находится на стадии подготовки к записи нового альбома.
16 апреля 2013 года группа объявила, что к группе присоединится Трэвис Орбин, опытный гастролирующий музыкант и сессионный барабанщик, который участвует в процессе написания безымянного 8-го студийного альбома. 14 июня группа объявила о подписании контракта с Sumerian Records и намекнула, что они переиздают The Mark of the Judas в конце 2013 года, а также работают над новым альбомом.
Darkest Hour выпустили одноименный восьмой студийный альбом 5 августа 2014 года.
В 2015 году они отыграли множество специальных шоу в разных частях мира, на которых отыграли Undoing Ruin целиком вместе с другими любимыми треками фанатов, чтобы отпраздновать десятую годовщину его выпуска в 2005 году.

### Godless Prophets & The Migrant Flora (2016–настоящее время)
В начале 2016 года Darkest Hour больше не имеет договорных обязательств с каким-либо звукозаписывающим лейблом, и в начале 2016 года Darkest Hour запустили краудфандинговую кампанию IndieGoGo, чтобы помочь заплатить за свой предстоящий девятый студийный альбом, а также за их первый полноформатный концертный DVD Live at the Black Cat 2015 , который был специальное шоу, где они отметили десятую годовщину Undoing Ruin . К 14 марта 2016 года группа превысила свои доллары.
Группа записала свой девятый альбом в студии GodCity с Куртом Баллом из Converge известности с сентябрем-октября 2016 г. Комментируя выбор производителя, Шлейбаум сказал: «Мы хотим, чтобы принести энергичные, сырье, эмоций мы источаем живые ленту на этот раз. Мы обожаем джемовать и рифовать весь день, и мы чувствуем, что уникальный стиль продюсирования Курта [Баллоу] отлично дополняет это. Кроме того, нам не мешает то, что мы полностью уважаем и доверяем ему как другу и музыканту, а это значит, что мы чувствуем это монументальная задача оживить еще один альбом Darkest Hour будет в его руках ». Находясь в студии, группа объявила, что они нацелены на дату релиза в феврале 2017 года и будут сотрудничать с бывшим участником Крисом Норрисом над несколькими треками. О работе с бывшими участниками своей группы Норрис прокомментировал: «Когда ребята связались со мной по поводу идеи сотрудничества, я был взволнован, потому что прошло очень много времени с тех пор, как я работал со всеми ними. Я оставался на связи. с ними в последние годы, и действительно здорово видеть, что они продолжают пробовать что-то новое на каждом альбоме и растут в музыкальном плане».
Darkest Hour выпустили свой девятый студийный альбом под названием Godless Prophets & The Migrant Flora 10 марта 2017 года. Первоначально желая полностью профинансировать и самостоятельно выпустить альбом, группа стала партнером Southern Lord Records, которая выпустила виниловую версию своего дебютного альбома. Знак Иуды в 2000 году - для завершения производства альбома и оказания помощи в распространении и маркетинге. Туры в поддержку турне начались с февраля по март 2017 года в США с кроссовер-трэш-группой Ringworm , финской грайндкор-группой Rotten Sound , слаг-метал-группой Tombs и дэт-метал-группой Rivers of Nihil.
28 июля 2020 года Darkest Hour объявили, что Майк Кэрриган покинул группу.
21 сентября 2021 года Darkest Hour объявили, что Нико Сантора (из Fallujah и ранее из Suicidal Tendencies, The Faceless и Lillake) будет гастролировать с ними со своей соло-гитарой.

## Состав

### Текущий состав
- Джон Генри — ведущий вокал (1995-настоящее время)
- Майк Шлейбаум — ритм-гитара, бэк-вокал (1995-настоящее время), соло-гитара (1995-1999; 2020-2021)
- Аарон Дил — бас-гитара (2011-настоящее время)
- Трэвис Орбин — барабаны (2012-настоящее время)
- Нико Сантора - соло-гитара (2021-настоящее время)

### Бывшие участники
- Раул Майорга — бас-гитара (1995—1999)
- Мэтт Мабен — барабаны (1995—1999)
- Райан Пэрриш - барабаны (1999-2011)
- Фред Зиомек — соло-гитара (1999—2002)
- Биллупс Аллен — бас-гитара (1999—2001)
- Пол Бернетт - бас-гитара (2001-2011)
- Крис Норрис — соло-гитара (2002—2008)
- Майк «Lonestar» Кэрриган — соло-гитара (2008-2020)
- Тимоти Ява - барабаны (2011-2012)

## Дискография

### Студийные альбомы
| 2000                           | The Mark of the Judas                | MIA Records      | —   | —  | — |
| 2001                           | So Sedated, So Secure                | Victory Records  | —   | —  | — |
| 2003                           | Hidden Hands of a Sadist Nation      | Victory Records  | —   | —  | — |
| 2005                           | Undoing Ruin                         | Victory Records  | 138 | 10 | 2 |
| 2007                           | Deliver Us                           | Victory Records  | 110 | 14 | 1 |
| 2009                           | The Eternal Return                   | Victory Records  | 104 | 16 | 1 |
| 2011                           | The Human Romance                    | E1 Music         |     |    |   |
| 2014                           | Darkest Hour                         | Sumerian Records |     |    |   |
| 2016                           | Godless Prophets & the Migrant Flora | Southern Lord    |     |    |   |
| 2024                           | Perpetual Terminal                   | MNRK Music Group |     |    |   |
| «—» не занял позицию в чартах. |                                      |                  |     |    |   |

### Сборники
- Archives (2006), A-F Records
- The Harder They Come (1997), East Coast Empire

### EP
- The Misanthrope (1996), Death Truck Records
- The Prophecy Fulfilled (1999), Art Monk Construction

### Сплиты
- w/ Groundzero (1999), East Coast Empire
- Where Heroes Go to Die w/ Dawncore (2001), Join the Team Player
- w/ Set My Path (2004), April 78

### DVD
- Party Scars and Prison Bars: A Thrashography (2005)

### Не вошедшие в альбом треки
| Год  | Песня                                     | Появился в              |
| ---- | ----------------------------------------- | ----------------------- |
| 2007 | Nazi Punks Fuck Off (Dead Kennedys Cover) | Kerrang! Higher Voltage |